# Wundklee
Wundklee (Anthyllis) bildet eine Pflanzengattung in der Unterfamilie Schmetterlingsblütler (Faboideae) innerhalb der Familie der Hülsenfrüchtler (Fabaceae).

## Beschreibung

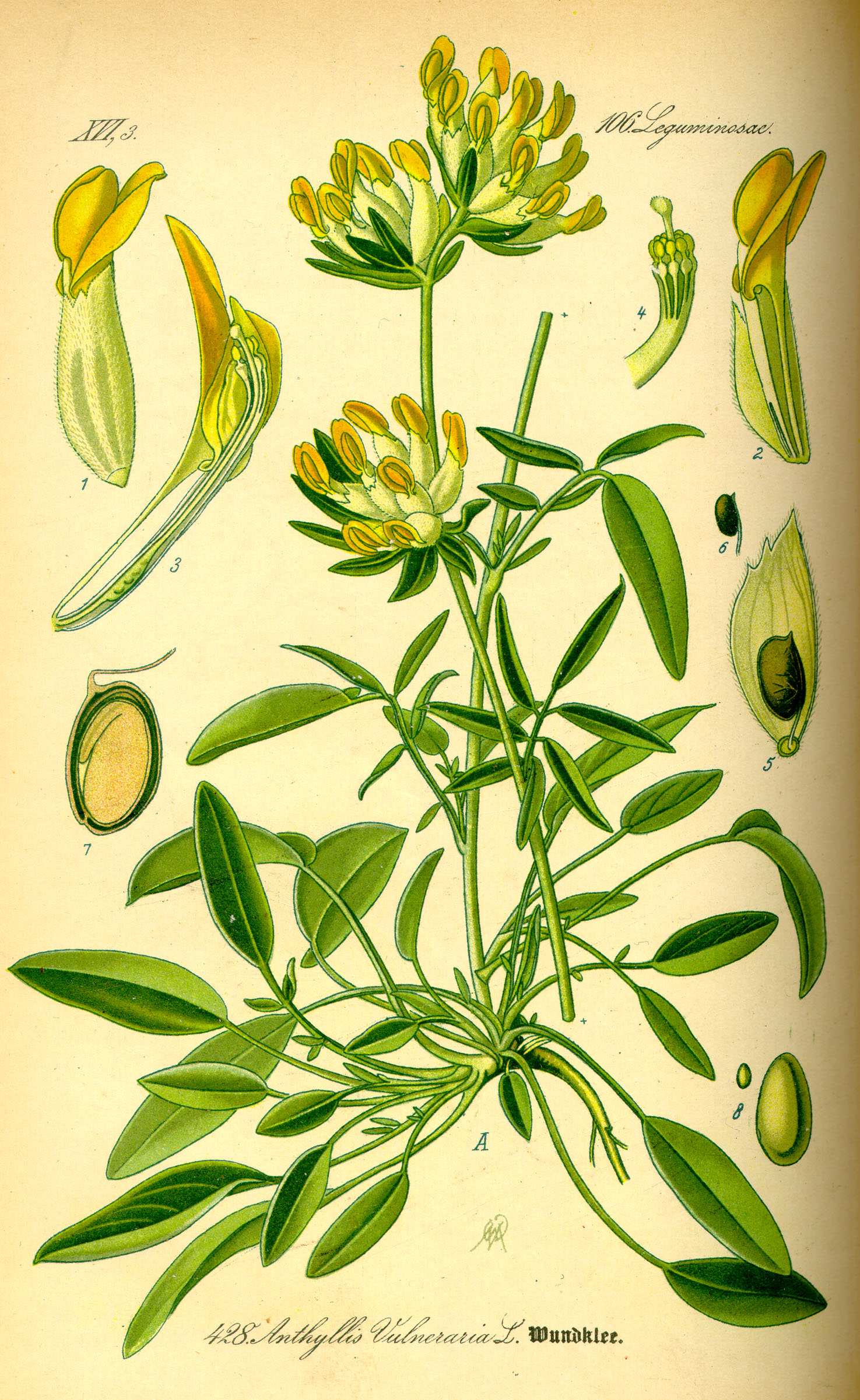
Illustration des Echten Wundklees (Anthyllis vulneraria)

### Vegetative Merkmale
Wundklee-Arten sind ausdauernde krautige Pflanzen oder Sträucher. Die Laubblätter sind meist unpaarig gefiedert mit einem großen Endblatt, seltener auch einfach. Die Nebenblätter sind klein und hinfällig. 

### Generative Merkmale
Die Blüten stehen seltener einzeln in den Achseln der Tragblätter, meist in dichten köpfchenförmigen Blütenständen zusammen. 
Die zwittrigen Blüten sind zygomorph und fünfzählig mit doppelter Blütenhülle. Der Kelch ist röhrig, glockig oder nahe der Spitze verengt. Die Kelchzähne sind gleich oder ungleich lang. Die fünf Kronblätter sind gelb (bei einigen Arten auch weißlich oder rötlich). 
Die sitzenden oder gestielten Hülsenfrüchte springen nicht bei der Reife auf.

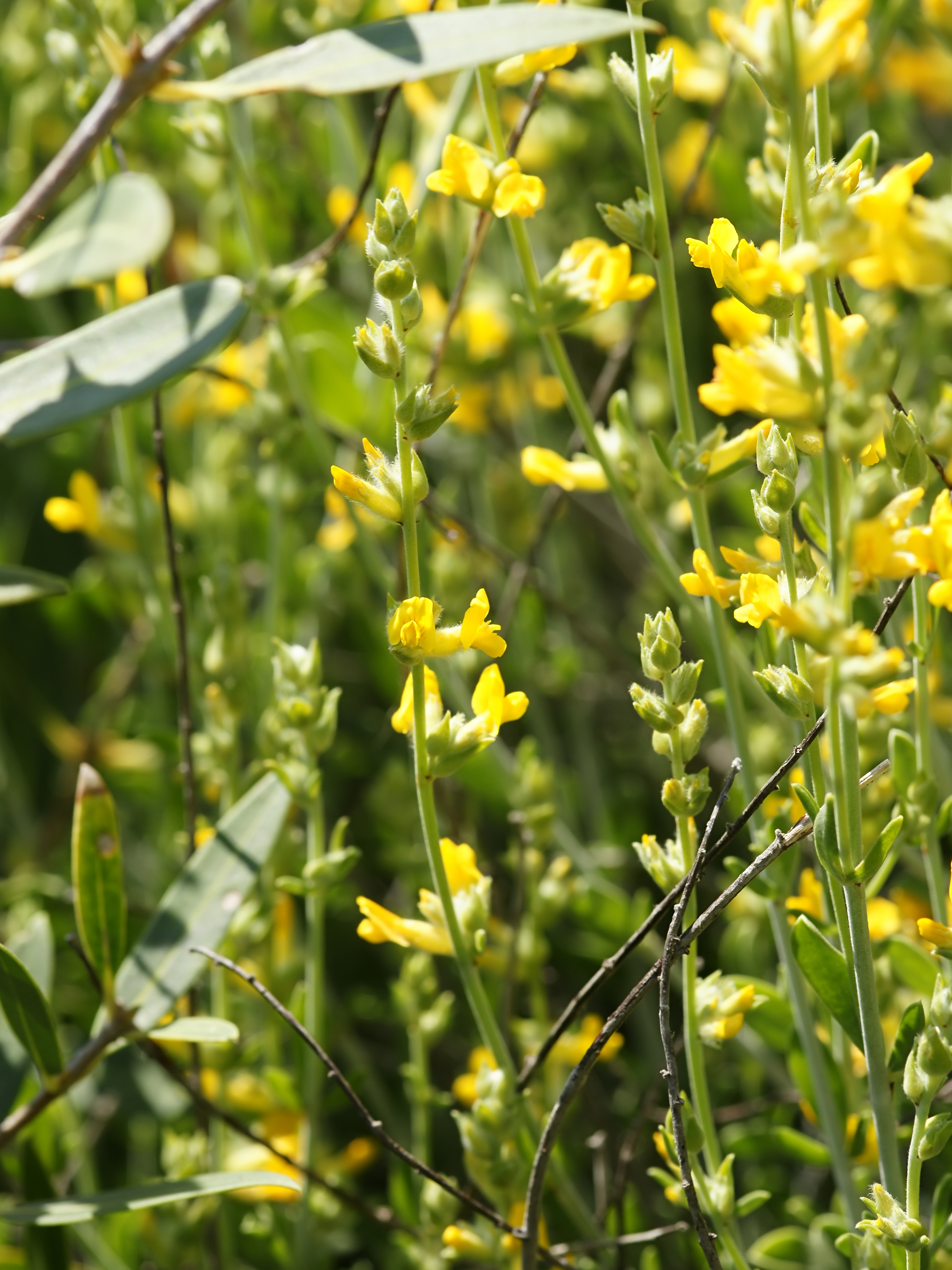
Ruten-Wundklee (Anthyllis cytisoides)

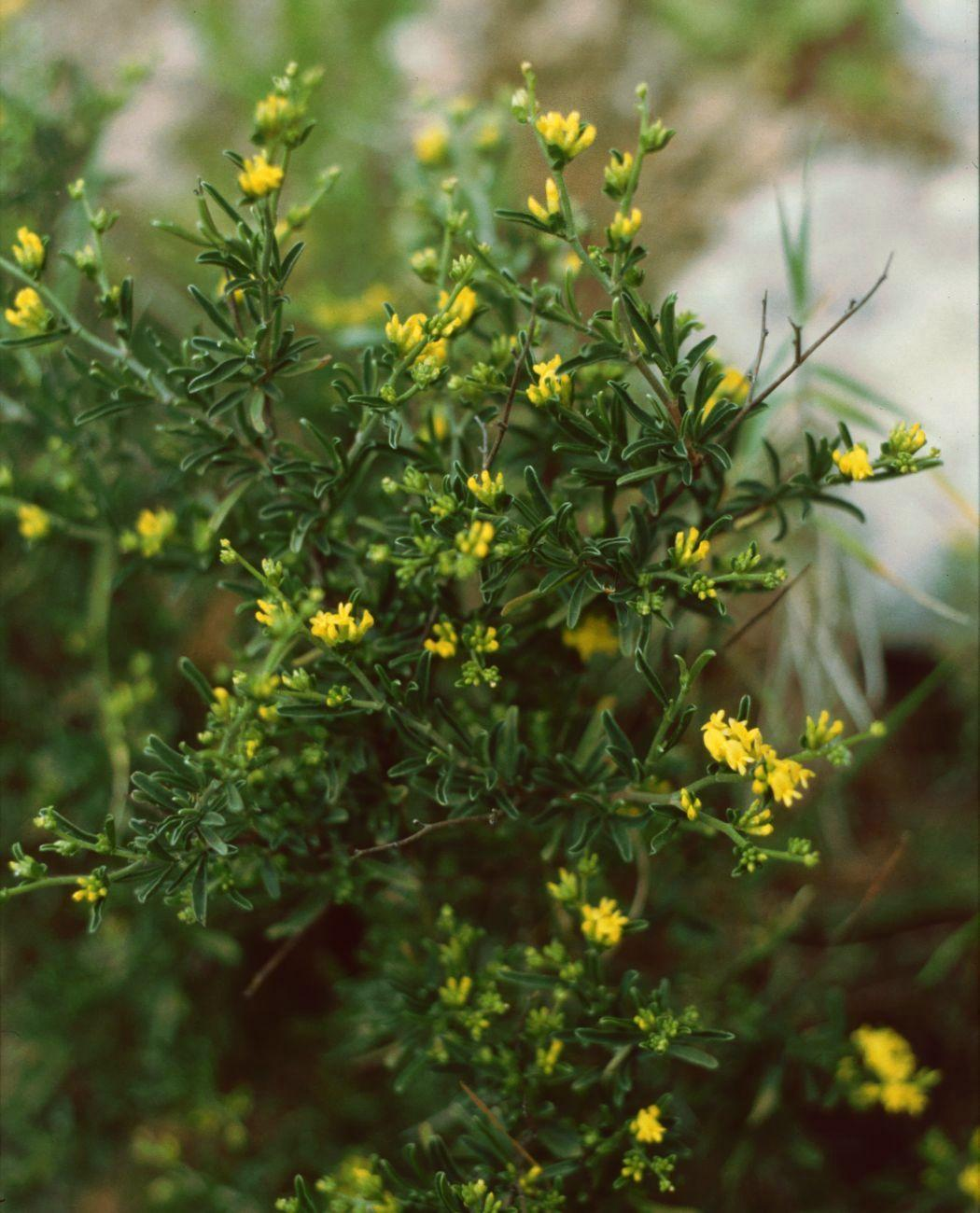
Dorniger Wundklee (Anthyllis hermanniae)

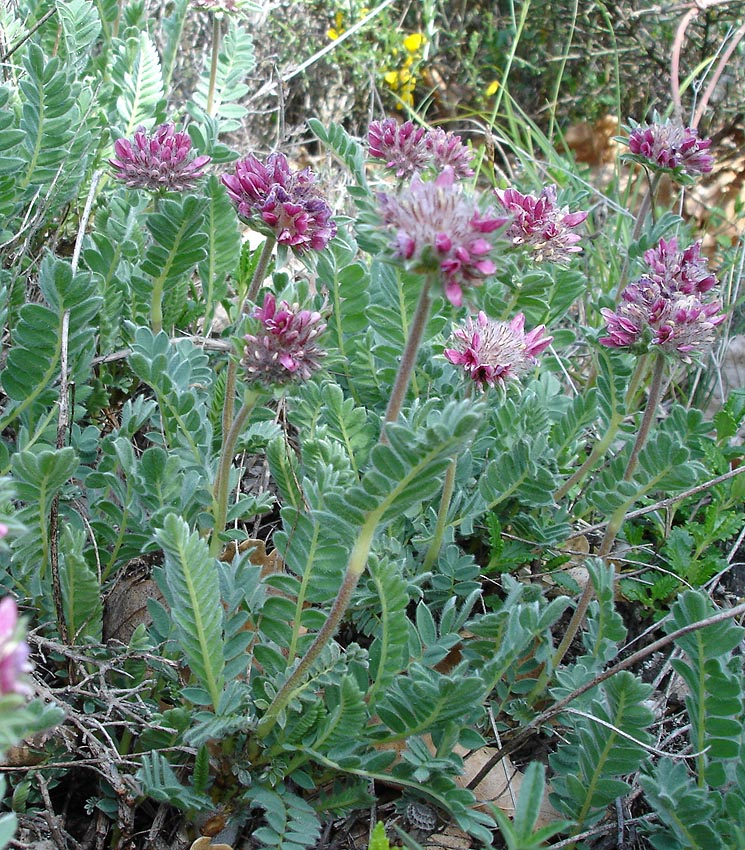
Berg-Wundklee (Anthyllis montana)

## Systematik und Verbreitung
Die Gattung Anthyllis wurde 1753 durch Carl von Linné aufgestellt. Als Lectotypusart wurde 1913 Anthyllis vulneraria L. festgelegt.
Die 24 bis 30 Anthyllis-Arten sind in Europa, Nordafrika und im Nahen Osten verbreitet.
Zur Gattung Wundklee (Anthyllis L.) gehören unter anderem folgende Arten:
- Anthyllis aurea Welden ex Host: Sie kommt auf der Balkanhalbinsel vor.
- Anthyllis baltica Klotzsch: Sie kommt in Russland, in Belarus, Estland, Lettland und Litauen vor.[4]
- Jupiterbart-Wundklee (Anthyllis barba-jovis L.): Er kommt in Südeuropa, in Algerien und Tunesien vor.[2] Er ist ein Neophyt in Libyen und auf Mauritius.[5]
- Anthyllis coccinea (L.) Beck: Sie kommt in Estland und Lettland vor.[4]
- Anthyllis cornicina L.: Sie kommt in Portugal, in Spanien und in Marokko vor.[4]
- Ruten-Wundklee (Anthyllis cytisoides L.): Er kommt in Spanien, im südlichen Frankreich, in Algerien und in Marokko vor.[5][2]
- Anthyllis hamosa Desf.: Sie kommt in Portugal, in Spanien, in Marokko, Algerien und Tunesien vor.[4][2]
- Anthyllis henoniana Coss.: Sie kommt in Algerien, Tunesien und Libyen vor.[4]
- Dorniger Wundklee (Anthyllis hermanniae L.): Er kommt in Südeuropa und in der westlichen Türkei vor.[5]
- Anthyllis hystrix (Barcelo) Cardona & al.: Sie kommt nur auf den Balearen vor.[4][2]
- Anthyllis lagascana Benedi: Sie kommt nur in Spanien und Algerien vor.[4][2]
- Anthyllis lemanniana Lowe: Sie kommt nur auf Madeira vor.[4]
- Anthyllis lotoides L.: Sie kommt in Spanien, Portugal und Marokko vor.[4]
- Berg-Wundklee (Anthyllis montana L.): Er kommt in Südeuropa, in Österreich, in der Schweiz und im nördlichen Algerien vor.[5][2]
- Anthyllis onobrychoides Cav.: Sie kommt im südlichen und östlichen Spanien vor.[4][2]
- Anthyllis polycephala Desf.: Sie kommt in Spanien, Algerien und Marokko vor.[4][2]
- Anthyllis polyphylloides Juz.: Sie kommt in Russland, Belarus und Estland vor.[4]
- Anthyllis ramburii Boiss.: Sie kommt im südlichen und östlichen Spanien vor.[4][2]
- Anthyllis rupestris Coss.: Sie kommt im südöstlichen Spanien vor.[4][2]
- Anthyllis splendens Willd. (Syn. Anthyllis aegaea Turrill):[6] Sie kommt auf den Kykladen und auf Kreta vor.
- Anthyllis tejedensis Boiss.: Die seit 1998 zwei Unterarten kommen im südlichen Spanien (nur in der Sierras de Granada und Málaga) und Algerien vor:[4][2]
  - Anthyllis tejedensis Boiss. subsp. tejedensis[2]
  - Anthyllis tejedensis subsp. plumosa (Cullen ex E.Domínguez) Benedí[2]
- Anthyllis terniflora (Lag.) Pau: Sie kommt in Spanien und Marokko vor.[4][2]
- Anthyllis variegata Boiss. ex Grossh.: Sie kommt in der Türkei und im Kaukasusraum vor.[5]
- Echter Wundklee (Anthyllis vulneraria L.): Es gibt zahlreiche Unterarten.[2]
- Anthyllis warnieri Emb.: Sie kommt in Marokko vor.[4]

Nicht mehr zur Gattung Anthyllis gestellt wird:
- Dorycnopsis gerardi (L.) Boiss. (Syn.: Anthyllis gerardi L.)
- Blasen-Wundklee (Tripodion tetraphyllum (L.) Fourr., Syn. Anthyllis tetraphylla L., Physanthyllis tetraphylla (L.) Boiss.) aus dem Mittelmeerraum.